# گوین مویر (بازیگر آمریکایی)

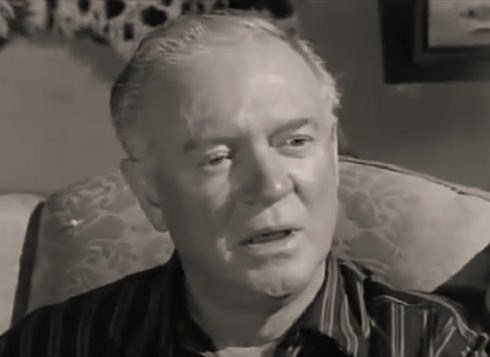
گوین مویر - ۱۹۲۵

گوین مویر (انگلیسی: Gavin Muir؛ ۸ سپتامبر ۱۹۰۰ – ۲۴ مهٔ ۱۹۷۲) یک هنرپیشه اهل ایالات متحده آمریکا بود. وی بین سال‌های ۱۹۲۰ تا ۱۹۶۵ میلادی فعالیت می‌کرد.

## زندگی‌نامه
مادر مویر آمریکایی و پدرش اسکاتلندی بود. اگرچه او در شیکاگو به دنیا آمد، اما در انگلستان در دانشکده دانشگاه کالج تحصیل کرد.

## فیلم‌شناسی
- ماری ملکه اسکاتلند (۱۹۳۶)
- لویدز لندن (۱۹۳۶)
- Charlie Chan at the Race Track (۱۹۳۶)
- The Holy Terror (۱۹۳۷)
- Tarzan Finds a Son! (۱۹۳۹)
- شرلوک هولمز و بانگ وحشت (۱۹۴۲)
- Eagle Squadron (۱۹۴۲)
- شرلوک هولمز در واشینگتن (۱۹۴۳)
- گذرنامه برای سوئز (۱۹۴۳)
- شرلوک هولمز با مرگ روبه‌رو می‌شود (۱۹۴۳)
- فرزندان هیتلر (۱۹۴۳)
- شرلوک هولمز با مرگ روبه‌رو می‌شود (۱۹۴۳)
- The Story of Dr. Wassell (1944) (unbilled)
- The Merry Monahans (۱۹۴۴)
- صخره‌های سفید دوور (۱۹۴۴)
- The Master Race (۱۹۴۴)
- شرلوک هولمز و خانه وحشت (۱۹۴۵)
- Patrick the Great (۱۹۴۵)
- کالیفرنیا (۱۹۴۷)
- کلکته (۱۹۴۷)
- هدرا (۱۹۴۷)
- آخرین مهلت شیکاگو (۱۹۴۹)
- Abbott and Costello Meet the Invisible Man (۱۹۵۱)
- Thunder on the Hill (۱۹۵۱)
- The Son of Dr. Jekyll (۱۹۵۱)
- Night Tide (1961)